# Ovabunda verseveldti
Ovabunda verseveldti is een zachte koraalsoort uit de familie Xeniidae. De koraalsoort komt uit het geslacht Ovabunda. Ovabunda verseveldti werd in 1990 voor het eerst wetenschappelijk beschreven door Benayahu. 